# Ángel de Saavedra

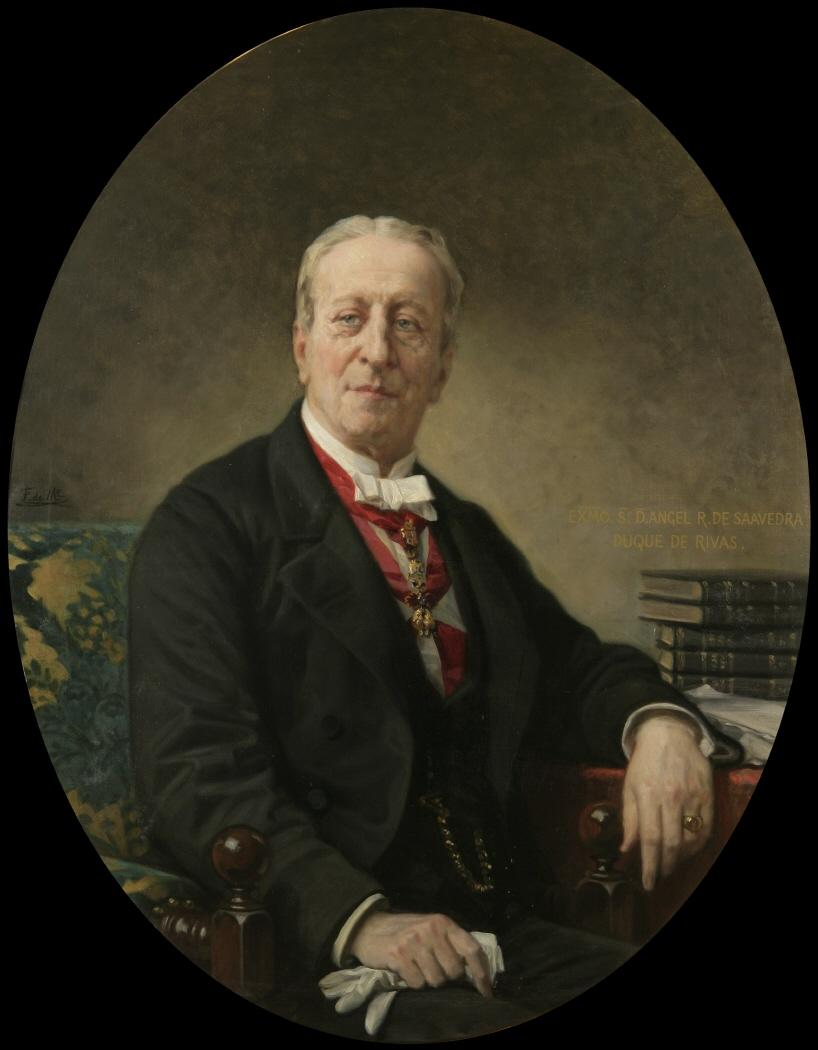
Ángel de Saavedra.

Ángel de Saavedra y Ramírez de Baquedano, Duque de Rivas (Córdoba, 10 maart 1791 - Madrid, 22 juni 1865) was een Spaans auteur, diplomaat, politicus en eerste minister. Hij wordt doorgaans aangeduid als Duque de Rivas (Hertog van Rivas).
Hij is voornamelijk bekend om zijn drama Don Álvaro o la fuerza del sino (1835), waarmee in feite de Spaanse romantiek op gang kwam en waarop Giuseppe Verdi zich baseerde voor zijn opera La forza del destino (De kracht van het noodlot).

## Levensloop

### Militaire loopbaan en heerschappij vanFerdinand VII
Saavedra stamde uit een aristocratische familie uit Córdoba. Vanaf dat hij negen jaar was, in 1800, was hij een corresponderend lid van het Cruz de Caballero in Malta. Van 1795 tot in 1806 volgde hij ook een opleiding aan het Seminario de Nobles in Madrid.
In 1807 trad hij als onderluitenant toe tot de Koninklijke Garde en nam met deze titel deel aan de Spaanse Onafhankelijkheidsoorlog. In 1809 raakte hij tijdens de strijd tegen de troepen van Jozef Bonaparte in een veldslag gewond. Vervolgens werd hij door generaal Francisco Javier Castaños bevorderd tot luitenant van de cavalerie en diende daarna als eerste adjudant in de generaalsstaf. Enkele jaren later werd hij gepromoveerd tot kolonel van de cavalerie.
Tijdens de driejarige liberale periode die volgde na de Spaanse Revolutie van januari 1820, raakte Saavedra in 1822 verkozen in de Cortes. Toen Franse troepen in 1823 de absolute macht van Ferdinand VII herstelden, werden zijn eigendommen wegens zijn liberale ingesteldheid geconfisqueerd. Vervolgens ging Saavedra in ballingschap naar het Verenigd Koninkrijk. Na een vijfjarig verblijf op Malta ging hij vanaf 1830 in ballingschap naar Frankrijk.

### Heerschappij vanIsabella IIen premierschap
Na de dood van Ferdinand VII in september 1833 en de machtsovername door regentes Maria Christina, kregen alle liberalen amnestie en keerde Saavedra terug naar Spanje. In 1834 kreeg hij zijn eigendommen terug en na de dood van zijn oudere broer erfde hij de titel "hertog de Rivas".
Van 1834 tot 1835 was hij als vertegenwoordiger van de toen nog minderjarige koningin Isabella II lid van de Senaat. Op 15 mei 1836 werd hij dan minister van Binnenlandse Zaken in het kabinet van Francisco Javier de Istúriz en bleef dit tot diens ontslag op 14 augustus 1836. Vervolgens was hij van 1837 tot 1838 nogmaals senator.
Wegens de toenemende onrust in die periode besloot Saavedra voor enige tijd in ballingschap te gaan naar Portugal en keerde pas in 1843 terug naar Spanje, na de afzetting van Baldomero Espartero. Vervolgens was hij van 1843 tot 1844 opnieuw senator en uiteindelijk werd hij wegens zijn politieke verdienste op 15 augustus 1845 benoemd tot senator voor het leven. Van 1844 tot 1850 was hij eveneens gevolmachtigd gezant in het Koninkrijk Napels.
Tijdens de onrusten van juli 1854 volgde hij op 18 juli 1854 de afgetreden Fernando Fernández de Córdova op als eerste minister van Spanje. Saavedra combineerde dit met het ministerschap van Marine, maar werd na één dag al vervangen door de progressistische Baldomero Espartero. Hij eindigde zijn politieke loopbaan als gezant in Parijs, wat hij was van 1857 tot 1858.

### Cultuurpolitieke mandaten
Op grond van zijn verdienste in de Spaanse literatuur werd Saavedra op 28 mei 1834 benoemd tot erelid van de Real Academia de Bellas Artes de San Fernando. Op 1 april 1846 werd hij effectief lid van deze academie en was er vanaf 1 februari 1852 raadgever. Vanaf 3 september 1854 was hij de voorzitter van de Koninklijke Academie van Schone Kunsten van San Fernando.
Tevens was hij van 1835 tot 1837 de eerste voorzitter van het Ateneo Científico y Literario in Madrid, een privaat en cultureel instituut. Daarnaast was hij vanaf 1847 ook lid van de Real Academia Española.

### Literaire werken
Saavedra schreef in totaal 14 theaterstukken en daarnaast ook romans, legendes, drama's, gedichten en proza.
- Bibsys: 90560401
- Biblioteca Nacional de Chile: 000045725
- Biblioteca Nacional de España: XX906548
- Bibliothèque nationale de France: cb12005468c (data)
- Catàleg d'autoritats de noms i títols de Catalunya: 981058523271506706
- Gemeinsame Normdatei: 119554453
- International Standard Name Identifier: 0000 0001 0886 2359
- Library of Congress Control Number: n80049561
- Nationale Bibliotheek van Letland: 000092382
- MusicBrainz: a795d9ca-e3e4-4501-b383-2465ac620138
- Bibliotheek van het Japanse parlement: 00881034
- Nationale Bibliotheek van Tsjechië: jn19981002083
- Nationale bibliotheek van Australië: 36350072
- Nationale Bibliotheek van Israël: 987007272456405171
- Nationale Bibliotheek van Polen: a0000001256804
- Nederlandse Thesaurus van Auteursnamen: 069813175
- Réseau des bibliothèques de Suisse occidentale: 02-A005463686
- Istituto Centrale per il Catalogo Unico: MILV054488
- LIBRIS: 198444
- Système universitaire de documentation: 028165578
- Trove: 1249777
- Virtual International Authority File: 34466938